# Ginástica nos Jogos Asiáticos de 2010
A ginástica nos Jogos Asiáticos de 2010 teve sua edição realizada na cidade de Guangzhou, na China, com as disputas da ginástica artística feminina e masculina, da modalidade rítmica e da ginástica de trampolim tanto para os homens quanto para as mulheres.

## Eventos
| Ginástica artística - Individual geral masculino - Equipes masculino - Solo masculino - Barra fixa - Barras paralelas - Cavalo com alças - Argolas - Salto sobre a mesa masculino - Individual geral feminino - Equipes feminino - Trave - Solo feminino - Barras assimétricas - Salto sobre a mesa feminino | Ginástica rítmica - Equipes - Individual geral Ginástica de trampolim - Individual masculino - Individual feminino |

## Medalhistas
Ginástica artística
| Evento                       | Ouro                                                                    | Prata                                                                                          | Bronze                                                                                                 |
| Masculino                    |                                                                         |                                                                                                | |
| Equipes detalhes             | Chen Yibing Feng Zhe Lu Bo Teng Haibin Yan Mingyong Zhang Chenglong CHN | Ryosuke Baba Ryotaka Deguchi Shun Kuwahara Hisashi Mizutori Takuya Nakase Kyoichi Watanabe JPN | Kim Hee Hoon Kim Ji-Hoon Kim Soo-Myun Sin Seob Yang Hak-Seon Yoo Won-Chul KOR                          |
| Individual geral detalhes    | CHN Teng Haibin                                                         | CHN Lu Bo                                                                                      | JPN Hisashi Mizutori                                                                                   |
| Solo detalhes                | CHN Zhang Chenglong KOR Kim Soo-Myun                                    | nenhum                                                                                         | IND Ashish Kumar                                                                                       |
| Cavalo com alças detalhes    | CHN Teng Haibin                                                         | CHN Yan Mingyong                                                                               | TPE Che Kuei-Huang                                                                                     |
| Argolas detalhes             | CHN Chen Yibing                                                         | CHN Yan Mingyong                                                                               | TPE Chen Chih-Yu                                                                                       |
| Salto sobre a mesa detalhes  | KOR Yang Hak-Seon                                                       | CHN Feng Zhe                                                                                   | KAZ Stanislav Valiyev                                                                                  |
| Barras paralelas detalhes    | CHN Feng Zhe                                                            | UZB Anton Fokin                                                                                | KAZ Ildar Valiyev                                                                                      |
| Barra fixa detalhes          | CHN Zhang Chenglong                                                     | JPN Shun Kuwahara                                                                              | CHN Teng Haibin                                                                                        |
| Feminino                     |                                                                         |                                                                                                | |
| Equipes detalhes             | Deng Linlin He Kexin Huang Qiushuang Jiang Yuyuan Lu Sui Yang Yilin CHN | Kyoko Oshima Momoko Ozawa Yuko Shintake Rie Tanaka Koko Tsurumi Mai Yamagishi JPN              | Daria Elizarova Luiza Galiulina Yuliya Goreva Diana Karimdjanova Asal Saparbaeva Irina Volodchenko UZB |
| Individual geral detalhes    | CHN Lu Sui                                                              | CHN Huang Qiushuang                                                                            | JPN Rie Tanaka                                                                                         |
| Salto sobre a mesa detalhes  | CHN Huang Qiushuang                                                     | JPN Rie Tanaka                                                                                 | JPN Mamoko Ozawa                                                                                       |
| Barras assimétricas detalhes | CHN He Kexin                                                            | CHN Huang Qiushuang                                                                            | JPN Koko Tsurumi                                                                                       |
| Trave detalhes               | CHN Lu Sui                                                              | CHN Deng Linlin                                                                                | UZB Luiza Galiulina                                                                                    |
| Solo detalhes                | CHN Lu Sui                                                              | JPN Mai Yamagishi                                                                              | KOR Jo Hyun-Joo                                                                                        |

Ginástica rítmica
| Evento                    | Ouro                                                                 | Prata                                                        | Bronze                                                      |
| Equipes detalhes          | Anna Alyabyeva Mizana Ismailova Madina Mukanova Marina Petrakova KAZ | Djamila Rakhmatova Zamirajon Sanokulova Ulyana Trofimova UZB | Riko Anakubo Natsuki Konishi Yuria Onuki Runa Yamaguchi JPN |
| Individual geral detalhes | KAZ Anna Alyabyeva                                                   | UZB Ulyana Trofimova                                         | KOR Son Yeon-Jae                                            |

Ginástica de trampolim
| Evento                        | Ouro               | Prata        | Bronze               |
| Masculino                     |                    |              |                      |
| Trampolim individual detalhes | CHN Dong Dong      | CHN Tu Xiao  | JPN Tetsuya Sotomura |
| Feminino                      |                    |              |                      |
| Trampolim individual detalhes | CHN Huang Shanshan | CHN He Wenna | UZB Ekaterina Khilko |

## Quadro de medalhas
| Ordem | País          | Medalha de ouro | Medalha de prata | Medalha de bronze |    |
| ----- | ------------- | --------------- | ---------------- | ----------------- | -- |
| 1     | China         | 15              | 9                | 1                 | 25 |
| 2     | Coreia do Sul | 2               |                  | 3                 | 5  |
| 5     | Cazaquistão   | 2               |                  | 2                 | 4  |
| 3     | Japão         |                 | 5                | 6                 | 11 |
| 4     | Uzbequistão   |                 | 3                | 3                 | 6  |
| 5     | Taipé Chinesa |                 |                  | 2                 | 2  |
| 7     | Índia         |                 |                  | 1                 | 1  |
| TOTAL | TOTAL         | 19              | 17               | 18                | 54 |